# تاتسواكي إيغوسا
تاتسواكي إيغوسا ((باليابانية: 江種 辰明)) (من مواليد 28 أكتوبر 1976) هو لاعب جودو من اليابان.
شارك في دورة الألعاب الآسيوية 2006 في الدوحة، قطر.

## روابط خارجية
- تاتسواكي إيغوسا على موقع الفيدرالية الدولية للجودو (الإنجليزية)
- تاتسواكي إيغوسا على موقع JudoInside.com (الإنجليزية)
- تاتسواكي إيغوسا على موقع AllJudo.net (الفرنسية)